# Altsaxofon
Altsaxofon (též altový saxofon) je čtvrtý nejmenší z rodiny saxofonových nástrojů a zároveň nejčastěji používaný.
Altsaxofon je laděn v Es a zní o velkou sextu níže než v notovém zápise. Při transponování altsaxofonového partu pro nástroje in C (například když chceme zahrát saxofonový part na klavír nebo jiný nástroj laděný in C) lze použít následující pomůcku: saxofonový part čteme jako kdyby byl napsán v basovém klíči, jen ho hrajeme o oktávu výše a k předznamenání přidáme tři béčka.
Tónový rozsah altsaxofonu začíná nejčastěji na b a pokračuje do f3 nebo fis3, v závislosti na konstrukci nástroje.
Altsaxofon je velice často používán v jazzu, funku, blues nebo v dechových orchestrech, existují ale i koncerty klasické hudby pro sólový altsaxofon. Nejslavnějšími altsaxofonisty jsou Charlie Parker, Ornette Coleman, Phil Woods nebo Paul Desmond.
Mezi nejpopulárnější značky řadíme například Yamaha, Amati (firma), Buffet Crampon, Selmer a spoustu dalších.